# Samuel Nkainfon Pefura
 (octobre 2013).
Si vous disposez d'ouvrages ou d'articles de référence ou si vous connaissez des sites web de qualité traitant du thème abordé ici, merci de compléter l'article en donnant les références utiles à sa vérifiabilité et en les liant à la section « Notes et références ».
Samuel Nkainfon Pefoura , né vers 1938 à Foumban, est le premier Bamoun à occuper un poste de gouverneur au Cameroun.

## Biographie
Samuel Nkainfon Pefoura est né vers 1938 à Mambain-Foumban, où il poursuit ses études jusqu'à l’école universelle. Après cela, il étudie à l’Institut d’Outre-Mer de Paris. Il commence sa vie professionnelle comme instituteur. Ensuite, il est nommé premier adjoint préfectoral de Monatélé (département de la Lékié), puis directeur de la fonction publique au Ministère de l'Administration territoriale et de la Décentralisation (MINATD). Les postes qu’il a occupés successivement sont : premier adjoint préfectoral de Nkongsamba (département du Moungo), secrétaire général de la Province du Littoral, préfet de Mbalmayo, du Lom-et-Djérem et du Wouri. Il devient gouverneur du Littoral le 2 janvier 1982. Sur ce poste, il a vécu deux grands événements dans le pays : le Congrès de Bamenda qui a transformé l’UNC en RDPC, et la tentative de coup d'état militaire d’avril 1984. Ensuite, il occupe le poste de directeur administratif et financier de la SOPECAM (Société de Presse et Édition du Cameroun) et d’inspecteur général du MINATD. Il a pris sa retraite et est revenu vivre dans sa ville natale à Foumban. 
Il s’engage dans le développement de son village sur plusieurs plans : Il fait électrifier sa localité et l’approvisionne en eau potable. Il a trouvé de l’emploi aux jeunes de sa ville natale vivant à Douala, ainsi réduisant le banditisme des jeunes Bamouns dans cette ville. Il a également organisé une foire d’exposition à Foumban, et il était président du comité d’organisation du festival du Ngouon pendant plusieurs éditions. Il a entrepris un projet agro-alimentaire qui est toujours en cours.